# Кузовка (Липецкая область)
Кузовка — село Грязинского района Липецкой области. Входит в состав Кузовского сельсовета.

## География
Расположена на правом берегу реки Байгоры, в 5 км к юго-юго-востоку от центра города Грязи и в 3 км к северо-северо-западу от центра сельсовета, села Синявка.

## История
Кузовка основана в конце XVII века переселенцами из деревни Кузовлёва Тульской губернии. Заодно они перенесли на новое место прежнее название — Кузовлёво. То тульское название патронимическое, от фамилии первых жителей Кузовлёвых. Эта же фамилия встречается и в грязинском селении.
В 1811 году в селе была построена каменная Успенская церковь.
По сведениям 1862 года в казённом и владельческом селе Успенское (Кузовлёво) 2-го стана Липецкого уезда Тамбовской губернии проживал 381 человек (188 мужчин, 193 женщины) в 49 дворах.
По данным начала 1883 года в селе Успенское-Кузовлёво-Кузовка тож Ивановской волости Липецкого уезда проживал 381 бывший государственный крестьянин (188 мужчин, 193 женщины) в 59 домохозяйствах и 47 собственников из помещичьих крестьян (24 мужчины, 23 женщины) в 9 домохозяйствах. Им принадлежало 479,9 десятин удобной надельной земли. Многие сдавали весь или часть надела. В селе было 104 лошади, 84 головы КРС, 658 овец и 23 свиньи. Имелось 1 промышленное заведение. Было 10 грамотных и 2 учащихся.
По сведениям 1888 года к селу относилось имение дворянина А. А. Кузовлёва на 60 десятин земли (в основном пахотной и частично сдаваемой погодно), также 35 десятин выгона было в общем владении с крестьянами и другими владельцами. Рядом с селом было также имение дворян Масловых и Аплаксиной на 180,44 десятины (в основном пашни), бывшее в целом в чересполосном владении с крестьянами и другими владельцами и сдаваемое в полном составе в аренду мещанам и крестьянам.
По данным переписи 1897 года в селе Кузовка проживало 558 жителей (280 мужчин и 278 женщин), все православные.
В 1911 году в селе Успенское, Кузовлёво тож Грязинской волости в 105 дворах великороссов (занимающихся земледелием и частично каменщиков) проживало 702 человека (352 души мужского пола и 350 женского). Имелась смешанная церковно-приходская одноклассная школа. В штате церкви состояли священник и псаломщик, имелось 70 десятин полевой земли (из неё 5 десятин неудобной) в чересполосном владении с крестьянами. В 1914 году — 1041 житель (501 мужчина, 540 женщин), которому принадлежало 504 десятины земли.
По переписи 1926 года в селе Кузовка (Кузовлёво, Успенское) Грязинской волости Липецкого уезда было 148 хозяйств русских и 812 жителей (396 мужчин, 416 женщин). По спискам сельскохозяйственного налога на 1928/1929 годы в селе Красногорского сельсовета Грязинского района Козловского округа ЦЧО, было 175 хозяйств и 907 жителей. По данным 1932 года в селе, центре Кузовского сельсовета Грязинского района ЦЧО, было 865 жителей.
К началу войны число дворов в селе сократилось до 126, а центр сельсовета (сохранившего название) был перенесён в село Синявка.
Церковь была закрыта в 1937 году, использовалась как зернохранилище, ныне находится в руинированном состоянии. В настоящее время богослужения совершаются в молитвенном доме, открытом в здании бывшей школы в 2010 году.

## Население
| 2009 | 2010 | 2013 |
| ---- | ---- | ---- |
| 283  | ↘242 | ↗271 |

В 2002 году население села составляло 248 человек, русские (97 %). В 2010 году — 242 жителя (118 мужчин, 124 женщины).